# Socijalna izolacija u pandemiji
Socijalna izolacija u pandemiji ili zaštitna sekvestracija je prinudno izdvajanje iz socijalne sredine i prekid kontakta sa drugim ljudima, kojoj pribegavaju pojedine zdravstvene vlasti kako bi zaustavile dalje širenje pandemiju zarazne bolesti i spasile živote zdravstveno ugroženih grupa (starije osobe i hronične bolesnike). Jasno je da je socijalna izolacija možda najefikasnija način da ljudi koji nisu zaraženi izbegnu da dobiju bolest. Ali izolacija ima i svoja neželjena dejstva jer dovodi do velikih promena u načinu života, poslovanju poduzeća, školovanju, zdravstvenoj zaštiti, učešću u javnim događanjima i društvenim interakcijama, koje pojedinci izuzetno teško podnose, što su pokazali i eksperimenti socijalnih psihologa.
Usamljenost i depresija mogu postati pravi problem ako za vreme socijalne izolacije ne komunicirate sa drugima, što zahteva od svakog pojedinca da vodi brigu o mentalnom zdravlju. To se može izbeći redovnim druženjem unutar porodice, druženjem sa kućnim ljubimcima, ili održavanjem nekih društveni kontakt s drugima. Razgovarajte sa prijateljima i rodbinom telefonom, čitajte knjige tokom dana ili realizujte videopozive kako se ne biste previše izolovali.

## Terminologija
Izraz socijalna izolacija ili „zaštitna sekvestracija" koji su skovali Hovard Markel i njegove kolege u svom radu koji je opisivao uspehe i neuspehe nekoliko zajednica u Sjedinjenim Američkim Državama u pokušajima da se zaštite od pandemije španske gripe 1918-1920. tokom drugog talasa te pandemije (septembar – decembar 1918) 
Izrazom se izbegava upotreba reči izolacija infektivno obolelih, ili karantin koja se u javnom zdravstvu odnosi na dobrovoljno ili prinudno zatvaranje osobe koja su zbog stvarnog ili mogućeg kontakta sa patogenim agentsom možda postala zaražene i zbog toga prenesu bolest drugim osobama. Trajanje karantina određuje se vremenom inkubacije infekcije (vremenom između unosa infektivnog agensa i razvoja znakova ili simptoma bolesti koje je izazvao neki uzročnik).

## Prednosti i mane
Prednosti
Prednost zaštitne sekvestracije ili izolacije je što štiti odabrane ljude od infekcije i eventualno im „kupuje vreme” do ublažavanja pandemije i razvoja i distribucije lekova ili vakcine.
Oživljavanje porodičnog života koji je bio ugrožen jer su ljudi bili vezani za poslove, sad se to menja, deca su kod kuće. Roditelji koji ne moraju da rade su kod kuće ili rade od kuće. To je prilika da se ožive odnosi u samoj porodici, a može uticati i na porast nataliteta. 
Mane
U glavne mane zaštitne sekvestracije ili izolacije spadaju:
- elitizam i značajan socijalni i ekonomski trošak,
- činjenica da osobe koje se nalaze u izolaciji nemaju priliku da razviju prirodno stečen imunitet u dodiru sa infektivnim patogenom, i da zbog toga ostaju podložni uzročniku tokom sledećih talasa epidemija ili pandemija,
- pojava u prvom periodu (do oko mesec dana) napetosti, straha i panike,
- pojava kriznog perioda nakon 30 i/ili 45 dana, kada se mogu javiti neki oblici depresivnih stanja, pa i suicida.

## Primer socijalne izolacije u pandemiji Kovid-19
Kako se koronavirus neprestano širi, sve više poduzeća upućuje zaposlene na posao od kuće. Javne škole se zatvaraju, fakukteti održavaju nastavu na mreži, glavni događaji se otkazuju, a institucije kulture zatvaraju vrata. Osobe preko 65 godina se stavljaju u socijalnu izolaciju, kao i celokupno stanovnisštvo npr. u Srbiji jedan deo dana (od 20 časova uveče do 5 časova ujutru). Prekid svakodnevnog života mnogih stanovnika na globalnom nivou je stvaran i značajan - ali to su i potencijalne životne koristi.
Sve je to de napora da se uradi ono što epidemiolozi nazivaju ravnanje krivulje pandemije. Ideja je povećati socijalnu distancu kako bi se usporilo dalje širenje virusa, tako da se u nekoliko dana ne  dobijeogroman skok broja obolelih odjednom. Da se to dogodi, ne bi bilo dovoljno bolničkih kreveta ili mehaničkih ventilatora za sve kojima je potreban, a bolnički sistemi bi bili pretrpani.

## Istorija socijalne izolacije
Socijalna izolacija je od davnina poznata kao najteža kazna i oblik mučenja, na primer diciplinska mera za kažnjenike u samici. Međutim kako se razvijala medicina, a svetom počele kroz istoriju da masovno da vladaju brojne epidemije i pandemije zaraznih bolesti, shvaćeno je da socijalna izolacija može biti jedan od značajnih (često značajniji od mera) faktora u aktivnoj borbi protiv zaraze svih članova društva.
Evo jednog od primera iz Sjedinjenih Američkih Država, iz istorije o značaju socijalne izolacije za vreme epidemije gripa 1918. godine, i koliko su velike razlike između adekvatno i neadekvatno sprovedenih mara:
U Filadelfiji, gradski zvaničnici ignorisali su upozorenja stručnjaka za zarazne bolesti da grip već kruži u njihovoj zajednici, i da preduzmu mere socijalne izolacije. Umesto toga, oni su krenuli ogromnom paradom u znak podrške obveznicama iz Prvog svjetskog rata koja je okupila stotine hiljada ljudi. U roku od 48, 72 sata, hiljade ljudi širom Filadelfije počelo je masovno umiranje — u toku šest meseci umrlo je oko 16.000 ljudi, a registrovano je pola miliona slučajeva gripa.
U istom tom periodu, zvaničnici u državi Sent Louis imali su znatno drugačiji odnos prema  javnom zdravlju. U roku od dva dana od prvih prijavljenih slučajeva, grad je brzo prešao na strategiju socijalne izolacije. Oni su odmah pokušali da ograniče putovanje ljudi i primijenili su izolaciju i lečenje bolesnih, karantin za ljude koji su bili izloženi bolesti, zatvaranje škola, ukazali na značaj socijalnog distanciranja, naravno, uz naglasak na  higijenu ruku i druge pojedinačne aktivnosti. Kao rezultat toga, u Sent Louis bila je jedna osmimna smrtnih slučaja od gripa u odnosu na broj umrlih u Filadelfija. Da je Sent Louis čekao još jednu sedmicu ili dve da primeni mere socijalne izolacije, možda bi ga zadesila sudbina slična onoj iz Filadelfiji, zaključili su istraživači.

## Osećaj usamljenosti u izolaciji
Osećaj usamljenosti u socijalnoj izolaciji nastaje kada se izgubi kontrola nad samoćom, kada postoje odstupanja od očekivanja između željenih odnosa i subjektivnog iskustva, ostvarene i željene društvene mreže i odnosa koji je ispunjen privrženošću. To je lično iskustvo, koje se može doživeti i u porodici, braku ili u svakodnevnoj gradskoj gužvi, gde se lako gubi identifikacija sa zajednicom zbog anonimnosti u masi.
Strah od socijalnoj izolacij može proisteći iz loših odnosa, duševnih bolesti ili usled okolnosti poput specifičnog radnog mesta ili nekih zadesnih situacija. Izaziva je nasilna separacija uslied nekih životnih događaja, poput gubitka partnera, raspada obitelji, važnog dugotrajnog odnosa, radnog mjesta udaljenog od obitelji, preseljenja u novi grad zbog školovanja ili posla, umirovljenje, starost, odvojenost od dece, ulazak u vezu samo zbog društva, a koja nije pravi odnos uzajamne privrženosti.

## Kako se doživljava socijalna izolacija?
Socijalna izolacija se može doživeti kao:
- nametnuto stanje,
- neugodno emocionalno stanje snažnog osećaja praznine,
- otuđenost,
- odvojenost,
- nedostatka kontakta i ljubavi drugih.
- osećaj straha i nepoverenje,
- sve do razvoja prave fobije od situacija „biti sam" (monofobija iil autofobija), kada se izolovane osobe uplašene, narušen sposobnosti moći, ili doživljavaju distorzije vremena i percepcije, iluzije, pogotovo ako im je uskraćena i stimulacija senzornih sistema.[5]

## Problemi socijalne izolacije usamljenih osoba
Ako pođemo od činjenici da je razlika između samoće i usamljenosti u odnosu prema sebi samom, možemo zaključiti... 
| „ | ...samoći je drago kada je sa samom sobom, a usamljenost ne voli biti sama. | ” |

U samoći može da se uživa, jer je izabrana kao nešto najbolje u cilju duševnog mira. Međutim ako  usamljenost nametnuta socijalnom izolacijom dugo traje ona može za neke osobe biti bolna jer razmišlja o tome kako niko ne želi biti sa njom, kao da je zaražena.
U uslovima socijalne izolacije, apre svega od dužine njenog trajanja, kod usamljene osobe vremenom se razvija oseća društveno neadekvatnosti, „socijalne nekvalifikovanost. Takva osoba može početi da razmišlja kako nešto nije u redu s njom, kako niko ne razumije nenu situaciju, i ona izrazito neprijatno doživljava osećaj  usamljenosti.
Zbog dugog prirod trajanja pandemije izazvane koronavirusom bolešću može nastati ne samo hronična usamljenost već i hronična psihofizička neaktivnost, a to može postati i po život opasno stanje, koje razara sposobnost svakodnevnog funkcionisanja usamljenih i psihofizičku aktivnih i može dovesti do razvoja ili pogoršanja:
- hroničnih kardiovaskularnih bolesti,
- porasta krvnog pritiska,
- porast nivoa holesterola, šečera u krvi...
- narušavanja imunog sistema,
- učestalije komplikacije šećerne bolesti,
- rasta učestalosti srčanog i moždanog udara,
- pojavu karcinoma,
- anksioznost i/ili depresiju,
- pokušaj samoubistava ili samoubisto.
- alkoholizam i druge zavisnosti koje u početku anesteziraju socijalni hendikep.

## Prevencija
Najbolji efekt u prevenciji socijalne izolacije, postižu se kroz:
- podršku prijatelja, članova porodice, drugih značajnih osoba,
- opšte društvenu socijalnu podršku (dobro organizovane zajednice, volonterske organizacije)
- internetsku komunikaciju, koja ne može zameniti susret sa drugim licem u lice, ali ipak neutrališe efekte nelagodnosti.
- gledanje i slušanje kulturnih sadržaja na internetu i/ili televiziji i radiju.[6]
- bavljenjem konstruktivnim aktivnostima (slikanje, pevanje, muziciranje, majstorisanje, igranje društvenih igara...)
- izbegavanje opterećujućih celodnevnih prikupljanja informacija posebno ne onih sa društvenih mreža koje dižu tenziju, i dezinformišu.

Izuzetno pozitivnu ulogu mogu odigrati kućni ljubimci što podrazumijevaju kontakt s vlasnicima drugih kućnih ljubimaca, angažovanih na njihovoj šetnji umesto osobe u izolaciji.

## Spoljašnje veze
- Суштина борбе са коронавирусом социјална изолација — RTS Beograd 25. mart 2020.
- Srbija aplaudira zdravstvu — RTS 18. 3. 2020

|  | Molimo Vas, obratite pažnju na važno upozorenje u vezi sa temama iz oblasti medicine (zdravlja). |